# Middelalderskibe
Middelalderskibe var de fartøjer på vand, der blev brugt i Europa i middelalderen. Ligesom skibe fra oldtiden blev de bevæget fremad af sejl, årer eller en kombination af de to.
Udvalget var stort og baserede sig for det meste på meget ældre, konservative skibskonstruktioner. På trods af bedre og hyppigere kommunikation inden for Europa med en række skibsforbedringer til følge, kostede det dyrt at mislykkes i konstruktionsforsøgene.
Skibe i nord var udformet af vikingetiden, mens skibe i syd bar præg af antikken eller romertiden. Der skete dog teknologiske ændringer. De forskellige traditioner brugte forskellige byggemetoder: klinkbyggeri i nord og kravelbygning i syd. Ved slutningen af perioden kom karavel-konstruktioner til at dominere bygningen af store skibe, ligesom perioden også så et skifte fra styreror/sideror til styring ved agterstavnen og udviklingen fra enmastede til flermastede skibe. Da middelhavsområdet var forbundet af vandveje, byggede folk omkring havet flere typer af skibe for at imødekomme forskellige havniveauer og klimaer, og skibene blev desuden brugt i forbindelse med opdagelsesrejser, handel og krig.

## Sejlskibe

### Tidlig middelalder

#### Knarr
Knarren, en slægtning til langskibet, var en type fragtskib, der blev brugt af vikingerne. Den adskilte sig fra langskibet ved, at den var større og næsten udelukkende afhængig af sit råsejl til fremdrift.

### Højmiddelalderen

#### Kogge
En kogge var et enmastet skib med klinkbyggede sider og en plan, flad bund.
Selvom betegnelsen "kogge" er registreret så tidligt som i det 9. århundrede, ser det havgående fartøj af samme navn ud til at have udviklet sig på den frisiske kyst i løbet af det 14. århundrede. Kogger erstattede gradvist vikingeskibe i nordlige farvande i løbet af det 13. århundrede, sandsynligvis fordi de kunne bære mere last end knarren af samme størrelse. Deres flade bund gjorde det muligt for dem at ligge lavt i havnen, hvilket gjorde dem lettere at losse og læsse. Deres høje sider gjorde dem sværere at borde i et søslag, hvilket kan have gjort dem mere sikre mod pirater.
Kogger blev også brugt som militære transportskibe og krigsskibe, udstyret med forhøjninger for og agter.
Som sejlskibstype nåede den Middelhavet i 1304, hvilket førte til en middelhavsvariant kaldet "vognen".

#### Hulk
Betegnelsen "en hulk" (oldengelsk [oe]: hulc) er første gang registreret i det 10. århundrede, hvor den skelnes fra skibe med køl (oe: ceol), i den nordiske tradition som f.eks. knarr. Meget lidt er kendt om en hulk, grundet manglende arkæologiske levn eller brugbart samtidigt beskrivende optegnelser. Tidlige billeder af hulke viser dem stærkt buede opad ved stævn og agterstavn.
Brugen af hulke omtales fortsat i skrifter fra middelalderen og ind i det 16. århundrede, hvor de især er forbundet med Østersøen og Hanseforbundet. Disse sene hulke kunne være lige så store som nutidige store skibe. Jesus af Lübeck fra 1544 var et skib på ca. 700 tons, det samme som orlogsfartøjet Mary Rose. Det vides dog ikke, hvor ens senere middelalderlige hulke var i forhold til deres forgængere, men der er set tegn på en form for hybrid-konstruktioner, der både indeholder hulke og efterfølgende skibsudviklinger. Andre har foreslået, at de senere hulke læner sig bygningsmæssigt op ad karaveller.